# キム・ノヴァク
キム・ノヴァク（Kim Novak、本名Marilyn Pauline Novak、1933年2月13日 - ）は、アメリカ合衆国の映画女優。イリノイ州シカゴ出身。

## 来歴
チェコ系アメリカ人。父親は歴史教師をしていたが、世界大恐慌時には列車の発車係をしていたことがある。
ファラガット高校 (en)、短期大学のウィルバーライト・カレッジ (en) に進学し、さらに2つの奨学金をつかみ取りシカゴ美術館附属美術大学で学んだ。
短大2年時に見本市会場でデトロイトの企業の冷蔵庫のキャンペーンガールを始めた
。
この冷蔵庫製造企業のモデル時代、サンフランシスコでの見本市の時、他の二人のモデルらとフィルムチェックのため、ロサンゼルスに寄りRKOの数本の映画にエキストラとして出演することになった。この時、コロムビア映画にスカウトされ長期契約を結んだ。コロンビア映画の徹底した管理のもと、ダイエットや歯の矯正を行い、その妖艶な美貌で人気を集めた。1950年代に多くの映画に主演し、『ピクニック』(1955)、『愛情物語』(1956)、アルフレッド・ヒッチコック監督・ジェームズ・スチュアート共演の『めまい』(1958）などは日本でも大ヒットした。その後ギャラをめぐる対立から専属だったコロムビア映画を離れる。
1960年代以降は次第に出演作が減っていくが、ビリー・ワイルダー監督の『ねぇ!キスしてよ』(1964)、アガサ・クリスティ原作の『クリスタル殺人事件』(1980) などでは、得がたい存在感を示した。1991年を最後に女優業を引退。2007年のインタビューでは、良い役があればまた演じる可能性があると語っている。

### 私生活
1950年代のハリウッド時代は様々な人間と公私で交際したが、黒人のサミー・デイヴィスJr.との交際はコロンビア映画を巻き込んだ騒動になった。後に、同社のハリー・コーン社長が、サミーデービスに48時間以内に黒人女性と結婚しなければ無頼漢らを差し向ける旨の脅迫をしていたと報じられた。
1960年代初頭、『逢う時はいつも他人』を監督したリチャード・クワインと婚約していたが、後に解消。1965年にイギリス人俳優リチャード・ジョンソンと結婚したが、翌年離婚。
1976年に獣医師と再婚し、2人の成人した継子らと共にオレゴン州チェロキン (en) 近郊のウィリアムソン川沿いにログハウスを建て住む。1997年には同州サムズ・バレー (en) の牧場を購入し居住したが、2000年に全焼し、美術品や10年の間に書き溜めた自伝の草稿を喪失した。
2006年に落馬事故に遭い肺に穴が空き肋骨を折るなどの重傷を負うが、早期に回復している。2010年には乳がんを患ったが、これも後に回復している。2013年4月には夫の前妻 - 2人の継子の実母 - が自殺した。2020年11月には夫が死去した。
2014年に第86回アカデミー賞会場に出席し、久々に公の舞台に登場したが、会場では「この人は誰なのか？」と誰彼からも認識されず、整形手術を受けたのだろうと様々な憶測が飛び交ったと報じられた。ドナルド・トランプにも「整形手術をした医院を訴えたほうがいい」と、この件をツイートされた。この一件は、ノヴァクの心をいたく傷つけ落ち込んだが、その後整形手術は認めつつFacebookにて、これら"ハリウッドのいじめっ子" らに立ち向かう書簡を公開した。
1996年に夕張市で開催された「ゆうばり国際冒険・ファンタスティック映画祭'96」（2/16-2/20開催）ではヤング・ファンタスティックグランプリ部門の審査員を勤めている。
水彩画や油彩画、彫刻なども本格的に手掛けている。

## 主な出演作品

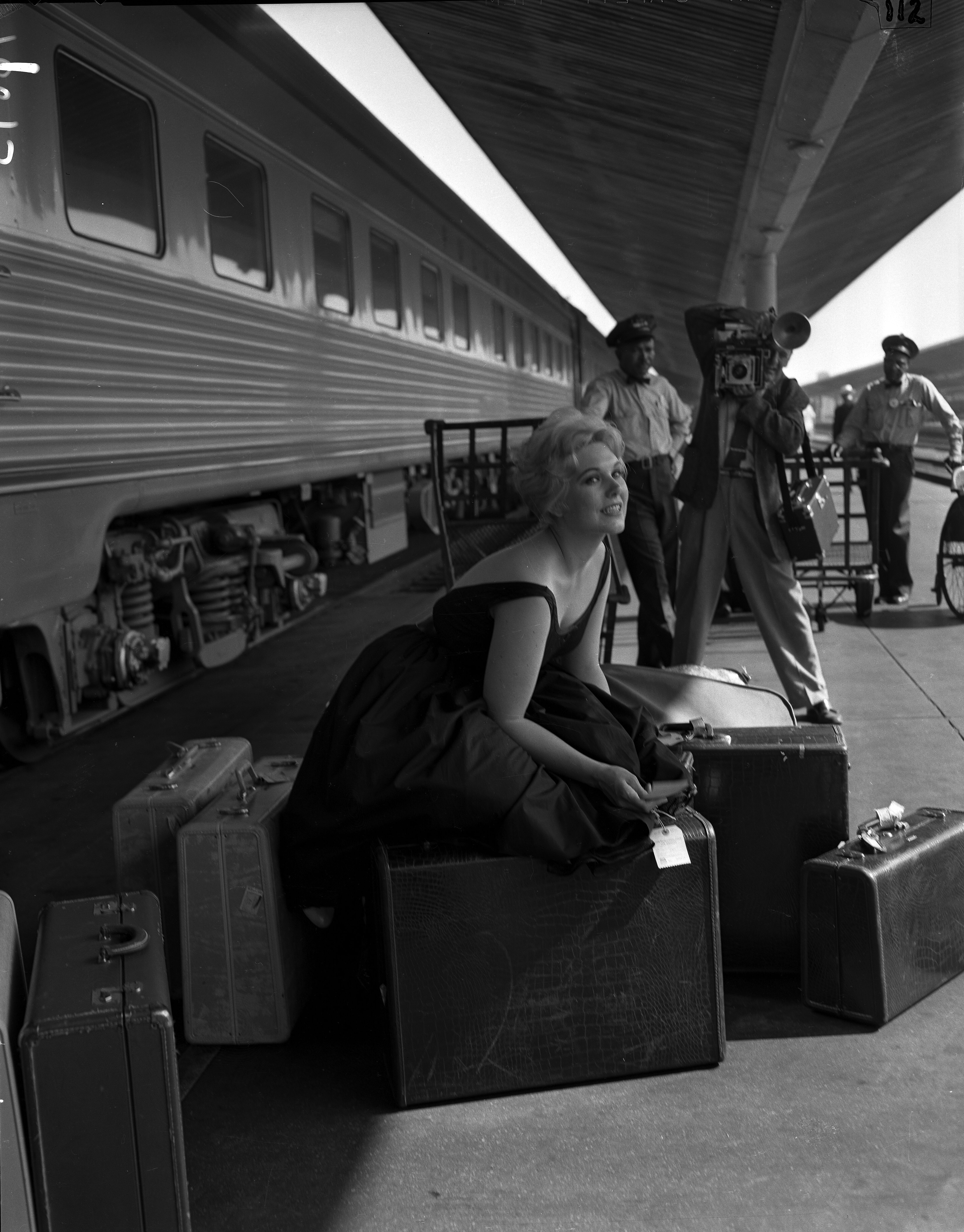
1956年、ロサンゼルス・ユニオン駅にて

### 映画
| 公開年 | 邦題 原題                                                              | 役名                                                   | 備考           | 吹き替え                            |
| ------ | ---------------------------------------------------------------------- | ------------------------------------------------------ | -------------- | ----------------------------------- |
| 1953   | フランス航路 The French Line                                           | モデル                                                 | クレジットなし |                                     |
| 1954   | 殺人者はバッヂをつけていた Pushover                                    | ロナ・マクレーン                                       |                |                                     |
| 1955   | 四十人の女盗賊 Son of Sinbad                                           | ハーレムの女                                           | クレジットなし |                                     |
| 1955   | ピクニック Picnic                                                      | マッジ・オーウェンズ                                   |                | 真山知子                            |
| 1955   | 黄金の腕 The Man with the Golden Arm                                   | モリー                                                 |                |                                     |
| 1956   | 愛情物語 The Eddy Duchin Story                                         | マージョリー                                           |                | 武藤礼子                            |
| 1957   | 夜の豹 Pal Joey                                                        | リンダ・イングリッシュ                                 |                | 荒砂ゆき                            |
| 1957   | 女ひとり Jeanne Eagels                                                 | ジャンヌ・イーグルス                                   |                |                                     |
| 1958   | めまい Vertigo                                                         | マデリン・エルスター/ジュディ・バートン                |                | 田島令子(テレビ版),藤本喜久子(BD版) |
| 1958   | 媚薬 Bell Book and Candle                                              | ジリアン・ホルロイド                                   |                | 木村俊恵                            |
| 1959   | 真夜中 Middle of the Night                                             | ベティ                                                 |                |                                     |
| 1960   | 逢う時はいつも他人 Strangers When We Meet                              | マギー                                                 |                | 木村俊恵                            |
| 1960   | ペペ Pepe                                                              | 本人                                                   | カメオ出演     |                                     |
| 1962   | 悪名高き女 The Notorious Landlady                                      | カーリー・ハードウィック                               |                |                                     |
| 1962   | プレイボーイ Boys' Night Out                                           | キャシー                                               |                |                                     |
| 1964   | 人間の絆 Of Human Bondage                                              | ミルドレッド・ロジャース                               |                |                                     |
| 1964   | ねぇ!キスしてよ Kiss Me, Stupid                                        | ポリー                                                 |                |                                     |
| 1965   | モール・フランダースの愛の冒険 The Amorous Adventures of Moll Flanders | モール・フランダース                                   |                |                                     |
| 1968   | 女の香り The Legend of Lylah Clare                                     | ライラ・クレア/エルザ・ブリックマン/エルザ・キャンベル |                |                                     |
| 1969   | 空かける強盗団 The Great Bank Robbery                                  | Sister Lyda Kebanov                                    |                | 小原乃梨子                          |
| 1973   | 異界への扉 Tales That Witness Madness                                  | Auriol                                                 | 日本劇場未公開 |                                     |
| 1974   | 魔のバミューダ海域 Satan's Triangle                                    | エヴァ                                                 | テレビ映画     | 原知佐子                            |
| 1977   | ホワイト・バッファロー The White Buffalo                               | ポーカー・ジェニー                                     |                | 高橋ひろ子                          |
| 1978   | ジャスト・ア・ジゴロ Schöner Gigolo, armer Gigolo                      | Helga von Kaiserling                                   |                |                                     |
| 1980   | クリスタル殺人事件 The Mirror Crack'd                                  | ローラ・ブリュースター                                 |                | 小原乃梨子                          |
| 1991   | オブセッション/愛欲の幻 Liebestraum                                    | リリアン・アンダーソン・マンセン                       | 日本劇場未公開 |                                     |

### テレビ
| 年        | 邦題 原題                                  | 役名        | 備考                                  |
| --------- | ------------------------------------------ | ----------- | ------------------------------------- |
| 1985      | ヒッチコック劇場 Alfred Hitchcock Presents | ローザ      | パイロット版内の "Man from the South" |
| 1986-1987 | Falcon Crest                               | Kit Marlowe | 19エピソード                          |

## 参照
1. ↑  Larry Kleno (1980). Kim Novak ("On Camera" series). A.S. Barnes. p. 16
2. ↑  Kashner, Sam; Jennifer Macnair (2003). The bad & the beautiful: Hollywood in the fifties. W.W. Norton & Company. p. 200 2010年2月23日閲覧。
3. ↑  Stephen M. Silverman (1996年10月21日). “Animal Magnetism – Personal Success, Kim Novak”.   People Magazine. 2011年2月23日閲覧。
4. ↑  “Movie Stars: Novak, Kim–World's Most Popular Actress, 1956-1958”. Emanuel Levy. 2023年1月9日閲覧。
5. ↑  Ebert, Roger (1996年10月17日). “Kim Novak on Hitchcock, Hollywood”.   RogerEbert.Com. 2012年7月22日時点のオリジナルよりアーカイブ。2011年11月5日閲覧。
6. ↑  Rosenbaum, Jonathan (2010), Kim Novak as Midwestern Independent (Goodbye Cinema, Hello Cinephilia), University of Chicago Press, ISBN 978-0-226-72665-6 2016年6月11日閲覧。
7. ↑  Cameron, Sue. “Kim Novak, Elusive Legend”.   Turner Classic Movies. 2014年5月1日時点のオリジナルよりアーカイブ。2014年5月1日閲覧。
8. ↑  Turnquist, Kristi (2010年7月31日). “Interview with actress Kim Novak, who lives in Oregon and is revisiting her cinematic past”. The Oregonian. 2011年11月5日閲覧。
9. 1 2  “Kim Novak: Live from the TCM Classic Film Festival”. Turner Classic Movies. 2023年3月30日閲覧。
10. ↑  “A-Spark-of-Genius: Local Inventors and their Discoveries”. History Center of Lake Forest - Lake Bluff. 2023年1月9日閲覧。
11. ↑  “Willard Morrison: Idea Man in Shirtsleeves”. History Center of Lake Forest - Lake Bluff.   passitdown.com. 2023年1月9日時点のオリジナルよりアーカイブ。2023年1月9日閲覧。
12. ↑  “Son of Sinbad (1955)”. Catalog.  American Film Institute. 2023年1月9日閲覧。
13. 1 2  Army Archerd: "Novak talks of quitting" (July 24, 1967)
14. ↑  December 2014 BBC Documentary, Sammy Davis, Jr. "The Kid in the middle"
15. ↑  Mail Tribune, July 25, 2000: Kim Novak's home burns Archived August 13, 2017, at the Wayback Machine. Relinked June 20, 2014
16. ↑  Johnston, Alex (2010年10月19日). “Kim Novak, Star of 1958's 'Vertigo,' Has Cancer”. The Epoch Times. 2010年10月19日閲覧。
17. ↑  Hattenstone, Simon (2021年2月15日). “Kim Novak on Hitchcock, Sinatra and why she turned her back on Hollywood to paint”. The Guardian
18. ↑  McDonald, Soraya Nadia (2014年4月18日). “Kim Novak responds to post-Oscars ridicule: 'I was bullied.'”. The Washington Post 2020年8月25日閲覧。
19. ↑  Novak, Kim (2014年4月17日). “KIM NOVAK SPEAKS OUT ABOUT OSCAR BULLYING”. Facebook.  オリジナルの2022年2月26日時点におけるアーカイブ。 2017年8月6日閲覧。
20. ↑  “Cowboyartistsofamerica”.   Cowboyartistsofamerica. 2012年2月28日閲覧。